# Application-specific instruction-set processor
ASIP è una tipologia di processori realizzati per risolvere uno specifico problema. Questa specializzazione del nucleo del processore permette di ottenere un compromesso tra la flessibilità fornita da una CPU general-purpose e le prestazioni di un ASIC.
Alcune ASIP hanno un set di istruzioni configurabile. Solitamente i nuclei sono divisi in due parti: una parte a logica "statica" che definisce un set di istruzioni minimale ed una a logica "configurabile" che può essere usata per definire nuove istruzioni. La logica configurabile può essere programmata sia a caldo come in una FPGA che durante la creazione del chip.